# Musée de la Céramique et de l'Ivoire de Commercy
Le musée de la Céramique et de l'Ivoire de Commercy est un musée situé à Commercy dans le département de la Meuse en région Grand Est.

## Historique
Bain-douche construit par la Caisse d'épargne, le bâtiment a été réhabilité en musée, celui-ci abrite la deuxième collection française d'ivoires en nombre d'objets. Le musée créé en 1948 se trouvait en premier lieu à l'ancien hôtel de ville avant d'ouvrir en 1997 dans le bâtiment actuel.

## Expositions temporaires
- 2019 : Charmants biscuits Bergers, rois et déesses au temps de Stanislas, ensemble de céramiques provenant des collections du musée lorrain.

## Fréquentation
| Année | Entrées gratuites | Entrées payantes | Total |
| ----- | ----------------- | ---------------- | ----- |
| 2001  | 938               | 1 396            | 2 334 |
| 2002  | 856               | 1 333            | 2 189 |
| 2003  | 814               | 1 484            | 2 298 |
| 2004  | 684               | 1 651            | 2 335 |
| 2005  | 1 231             | 2 836            | 4 067 |
| 2006  | 779               | 2 470            | 3 249 |
| 2007  | 835               | 1 519            | 2 354 |
| 2008  | 1 512             | 1 947            | 3 459 |
| 2009  | 738               | 1 334            | 2 072 |
| 2010  | 887               | 1 173            | 2 060 |
| 2011  | 1 134             | 1 285            | 2 419 |
| 2012  | 848               | 984              | 1 832 |
| 2013  | 394               | 1 276            | 1 670 |
| 2016  | 2 774             | 613              | 3 387 |
| 2017  | 967               | 220              | 1 187 |

Vues du bâtiment
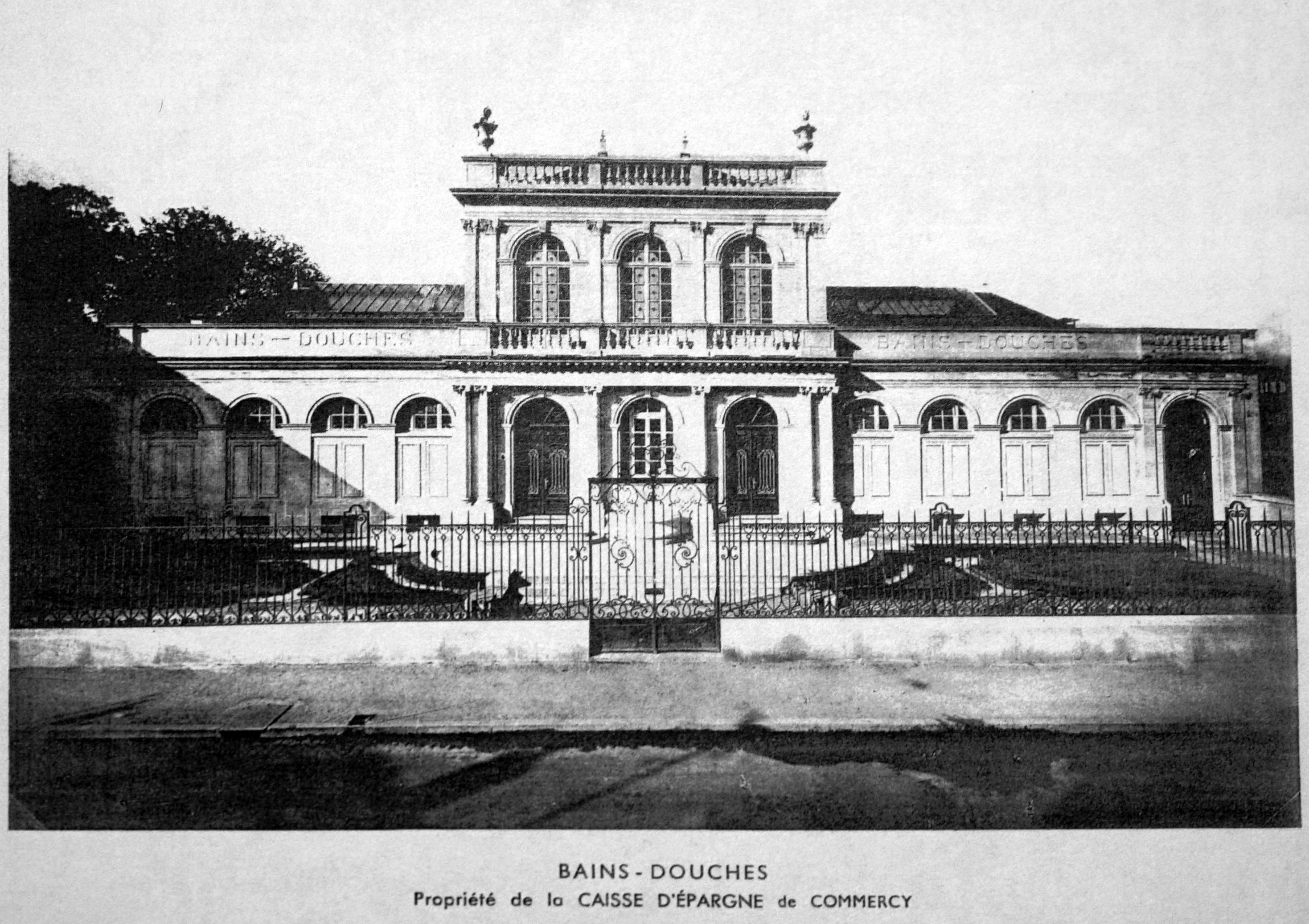
Anciens bains douches.
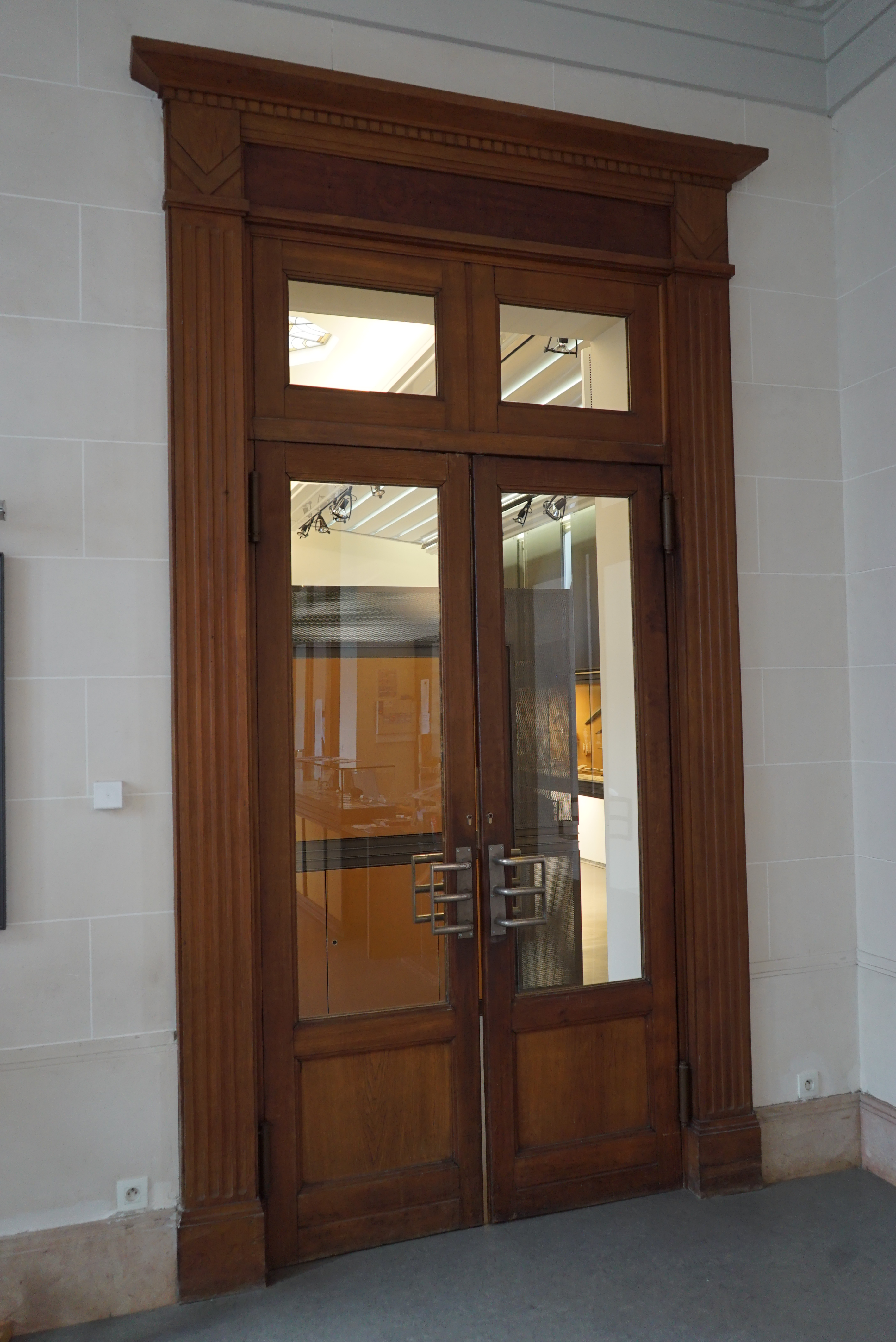
Porte du rez-de-chaussée.
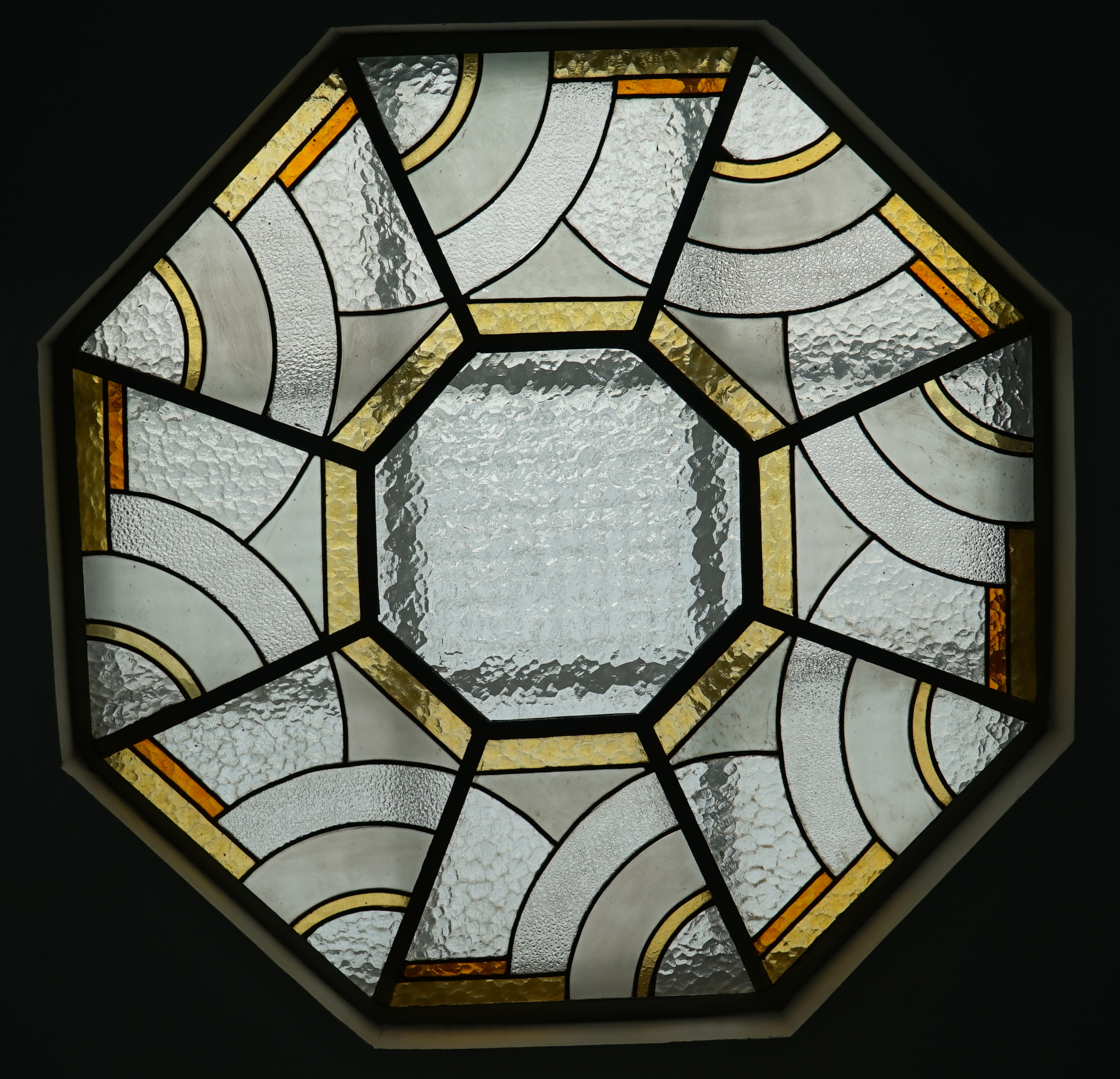
Verrière de plafond.
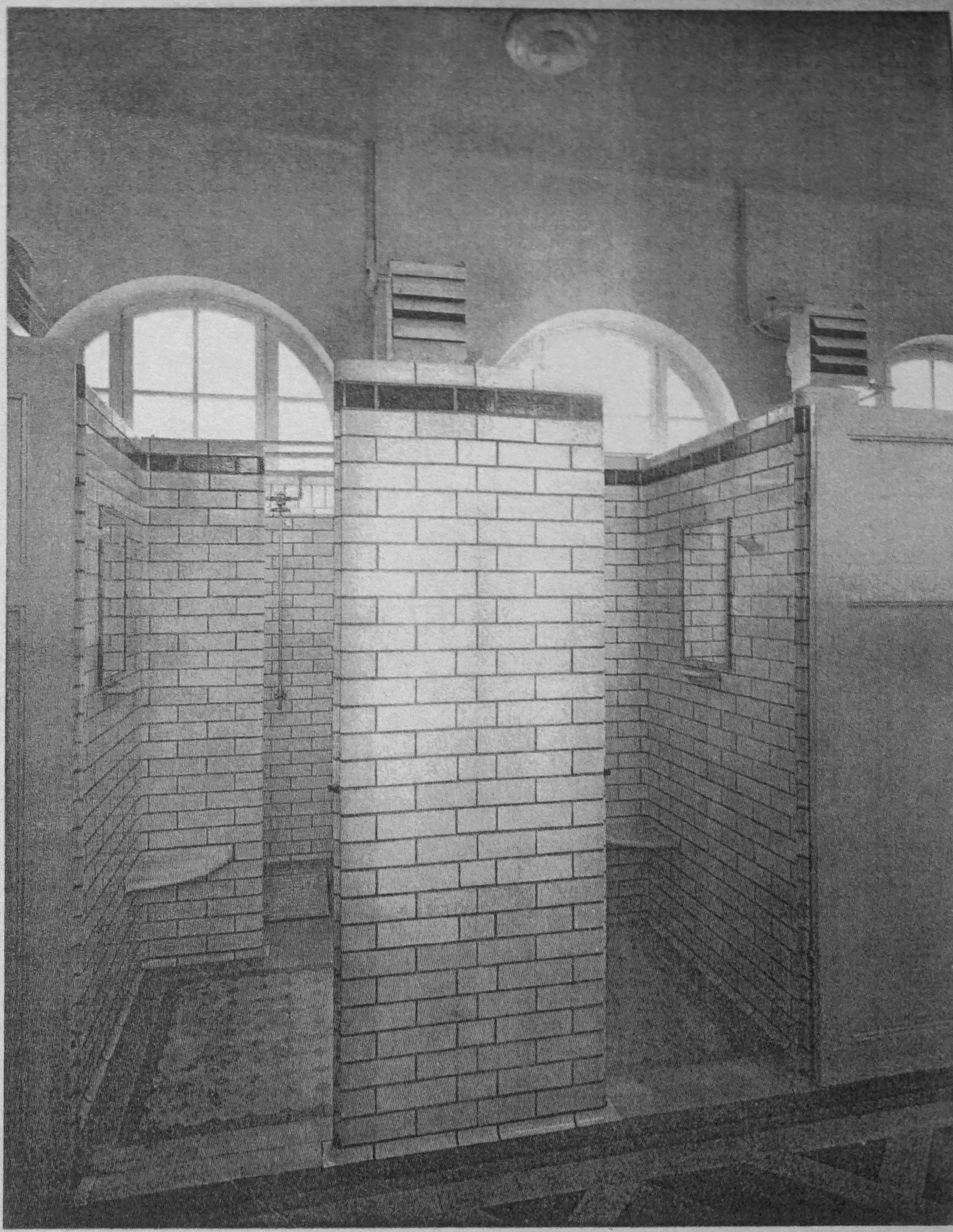
Ancienne salle de douches.
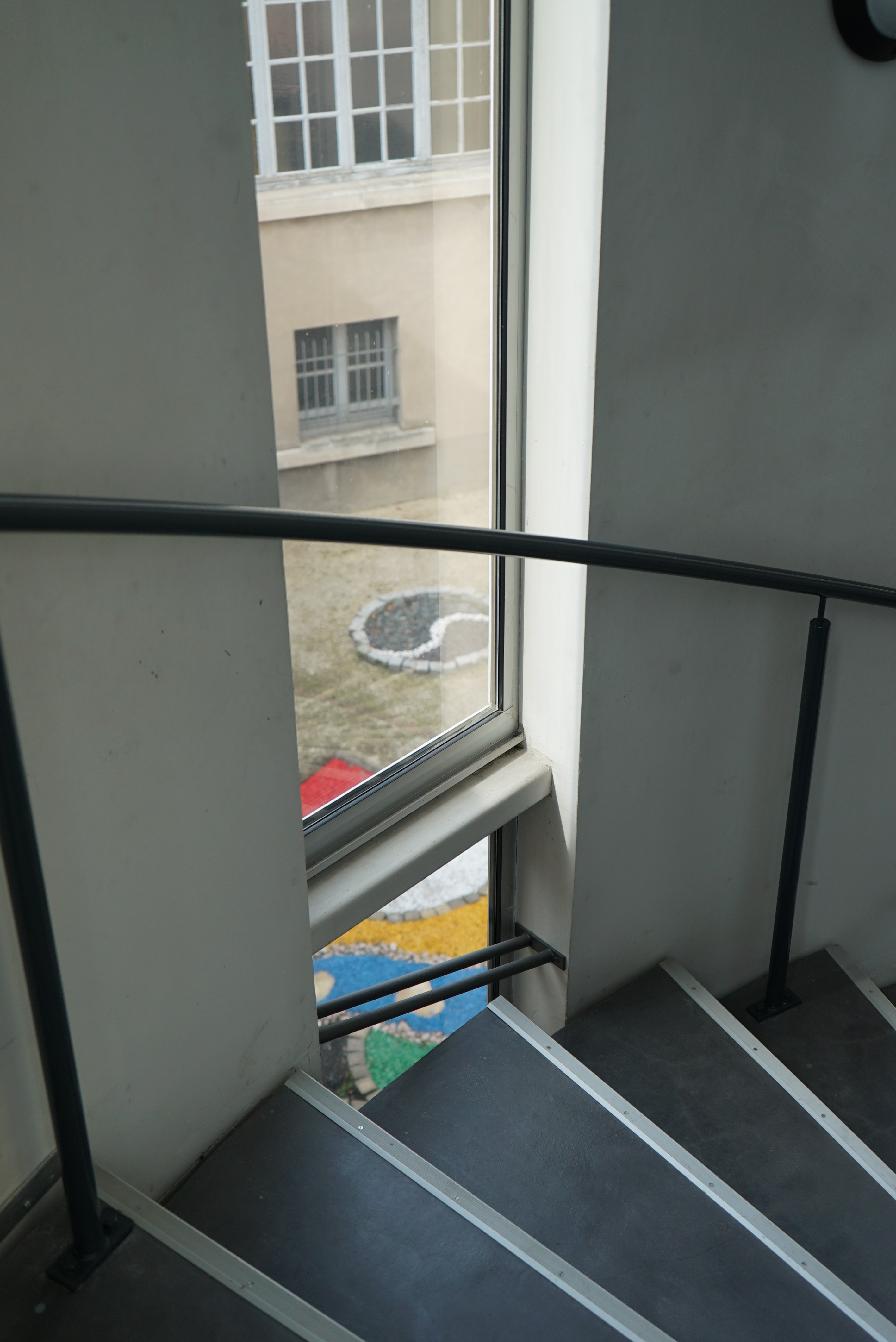
Escalier et cour.

Vues des collections
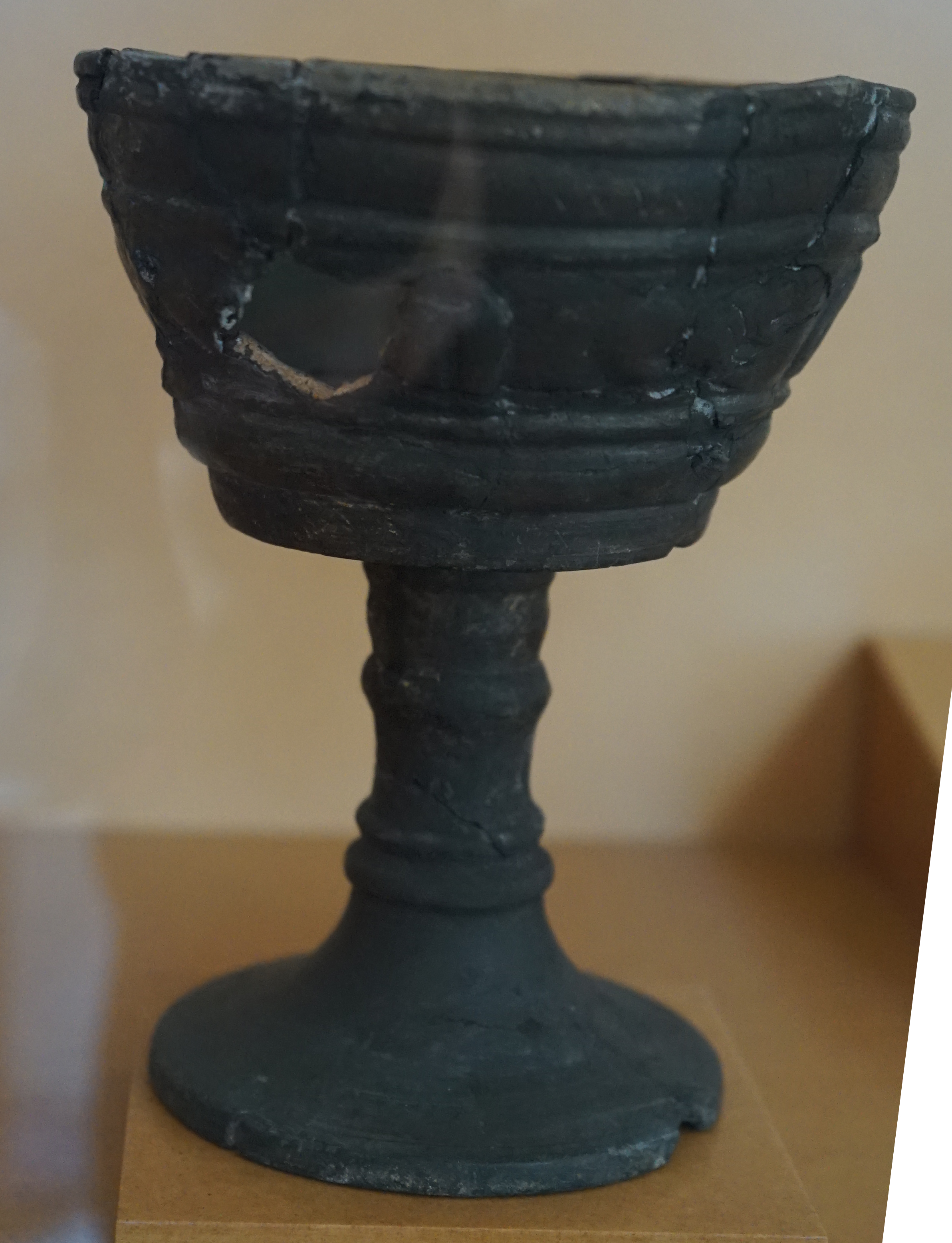
Coupe à pied d’Étrurie VIe siècle av. J.-C.
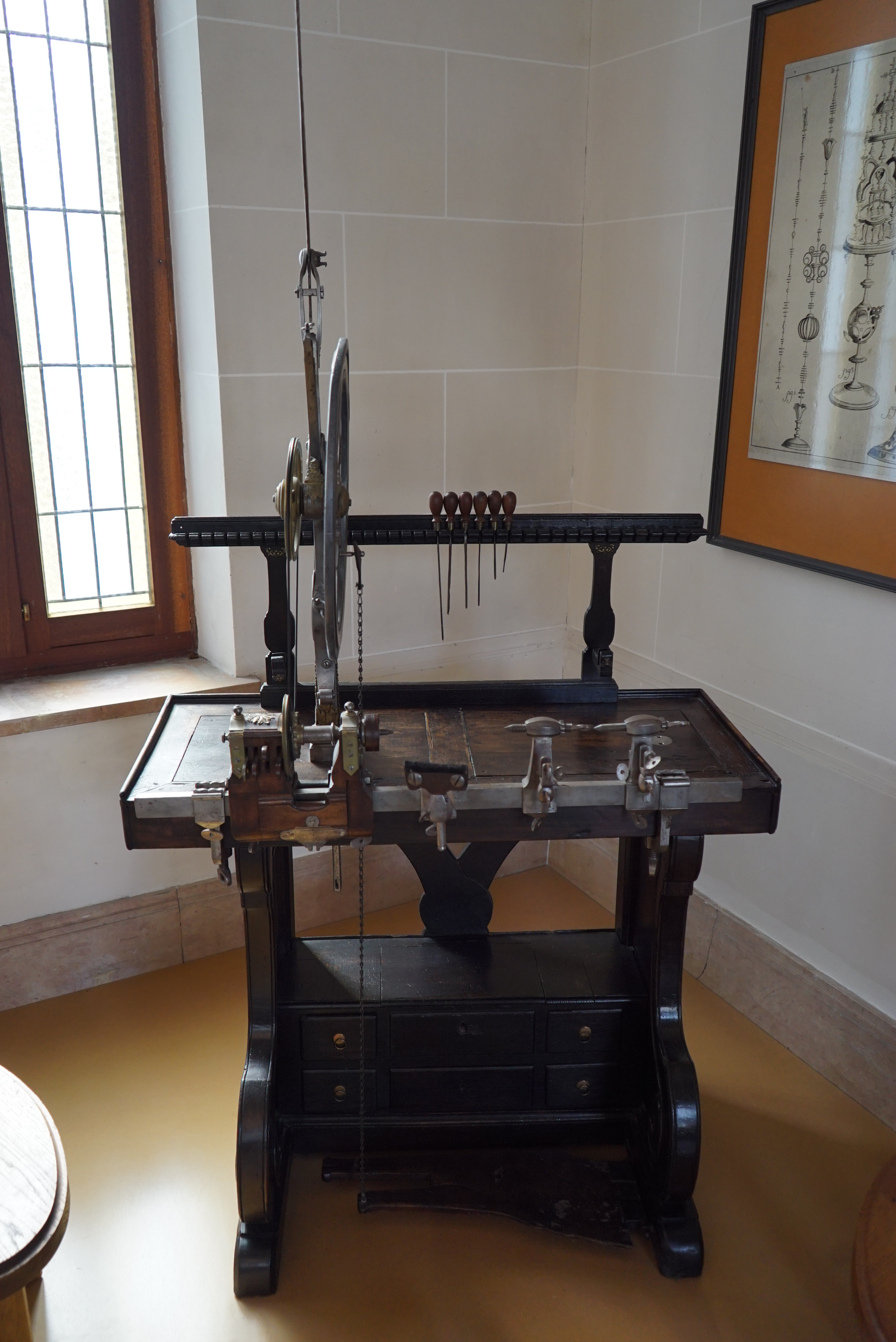
Tour d'ivoirier provenant du château de Chanteloup.
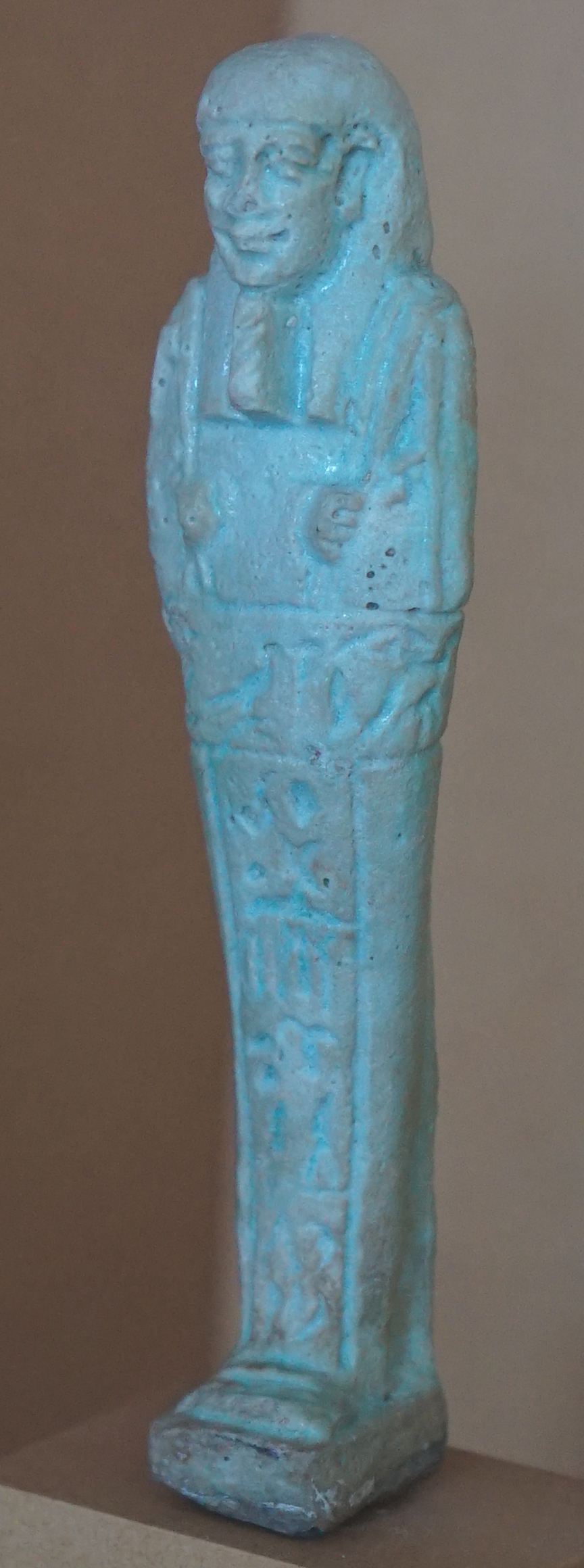
Ouchebti d'époque Saïte.
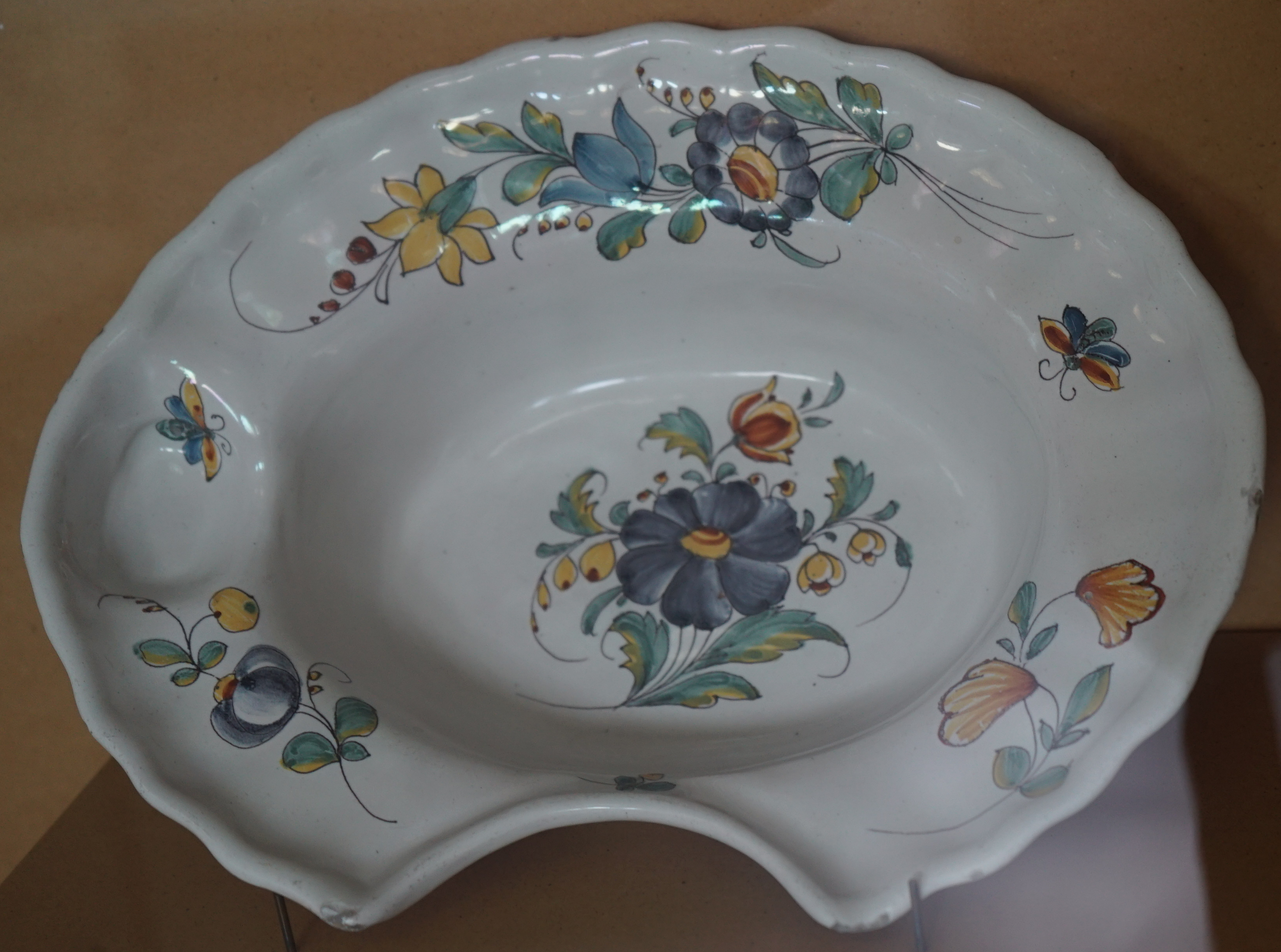
Plat à barbe, Lunéville.
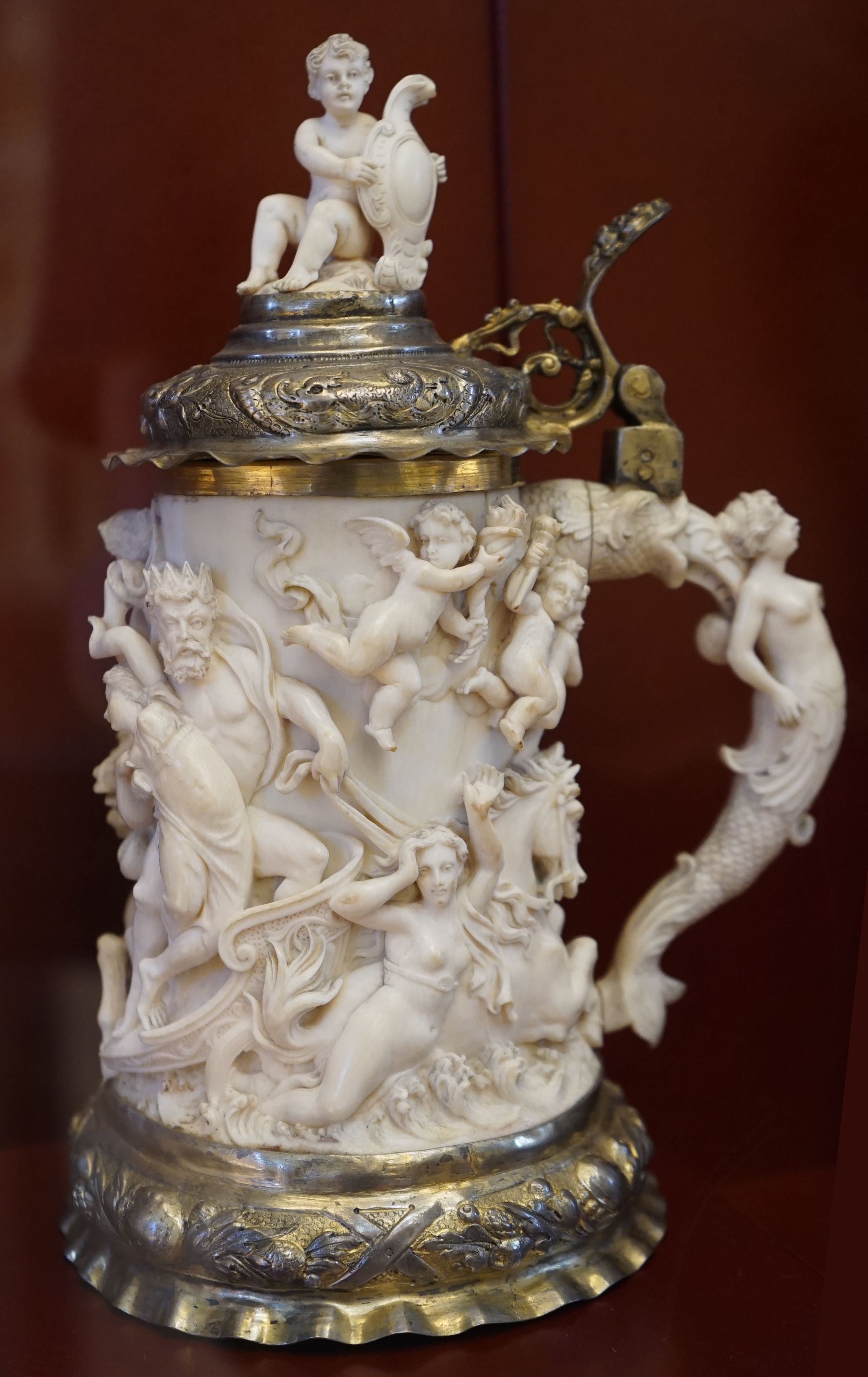
Choppe Cortège triomphal Neptune Amphitrite Mercure Hersé, XIXe siècle, Augsbourg.
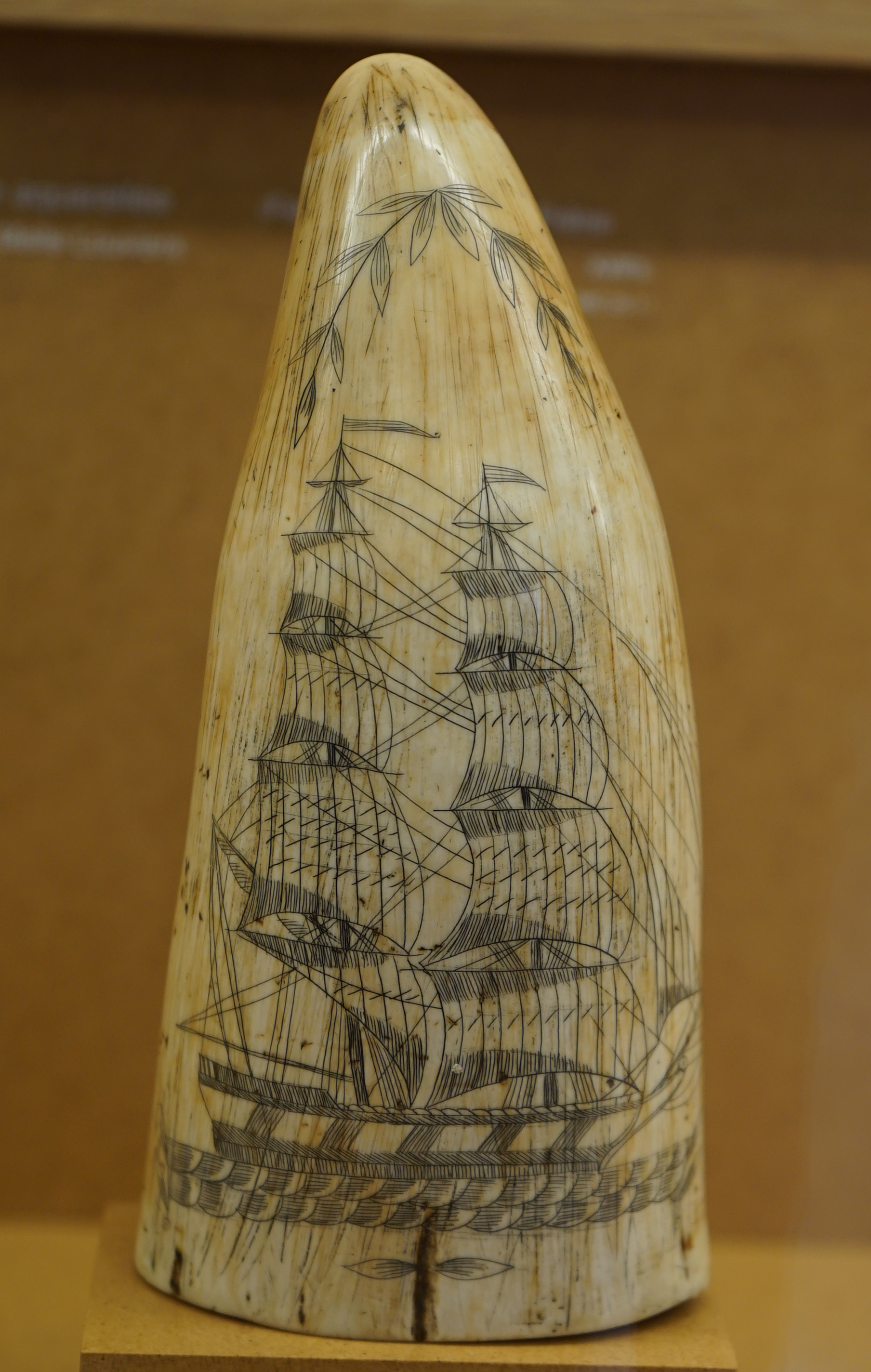
Dent de cachalot gravée.